# Urbana (Iowa)
Urbana – miasto w Stanach Zjednoczonych, w stanie Iowa, w hrabstwie Benton. W 2000 roku liczyło 1019 mieszkańców.